# King of Towers
La King of Towers est un gratte-ciel de 208 mètres construit en 2016 à Dalian en Chine. 